# M1942 Z型

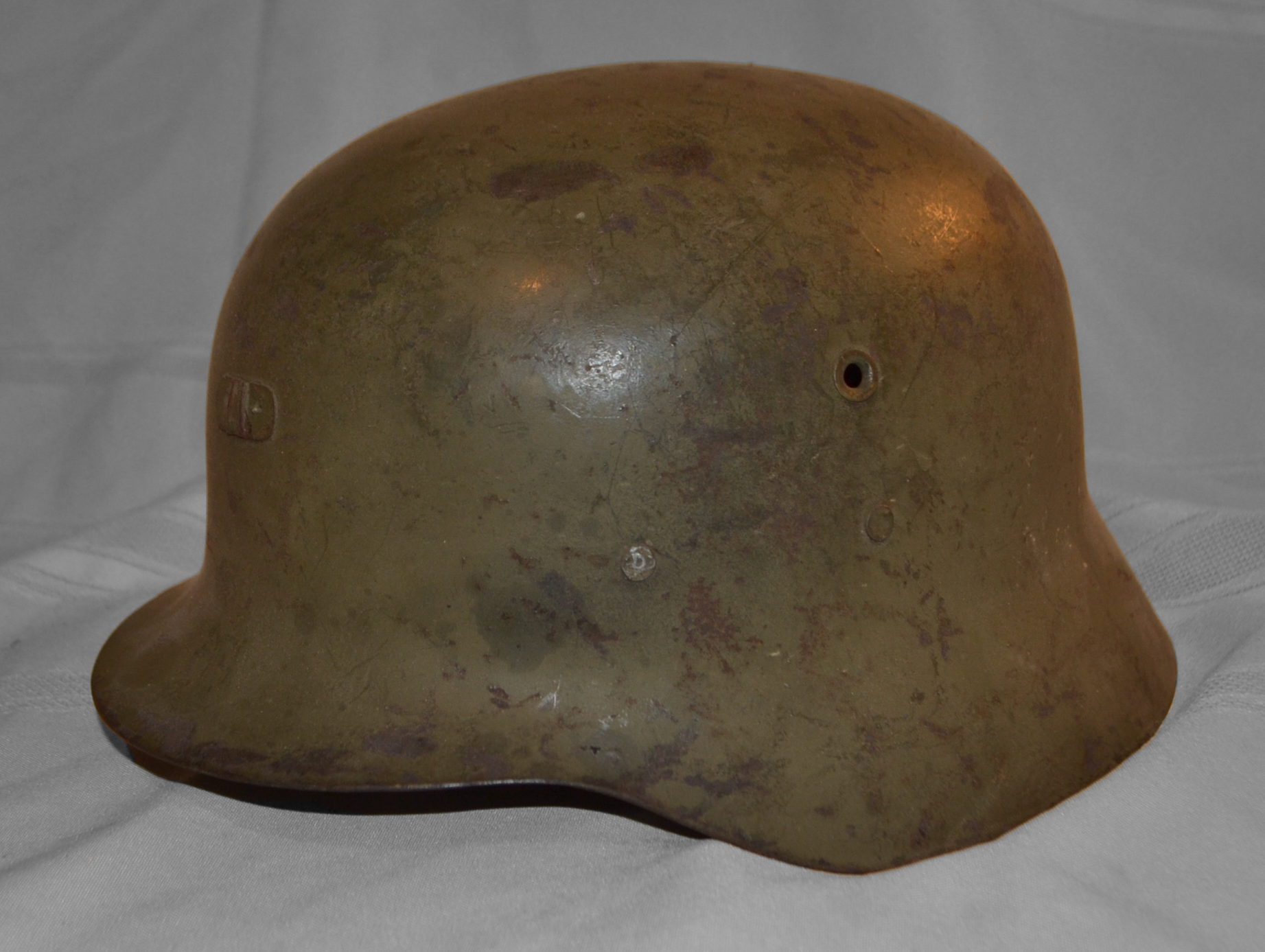
西班牙 M42 头盔，区别在于前面有用于固定徽章的支架。

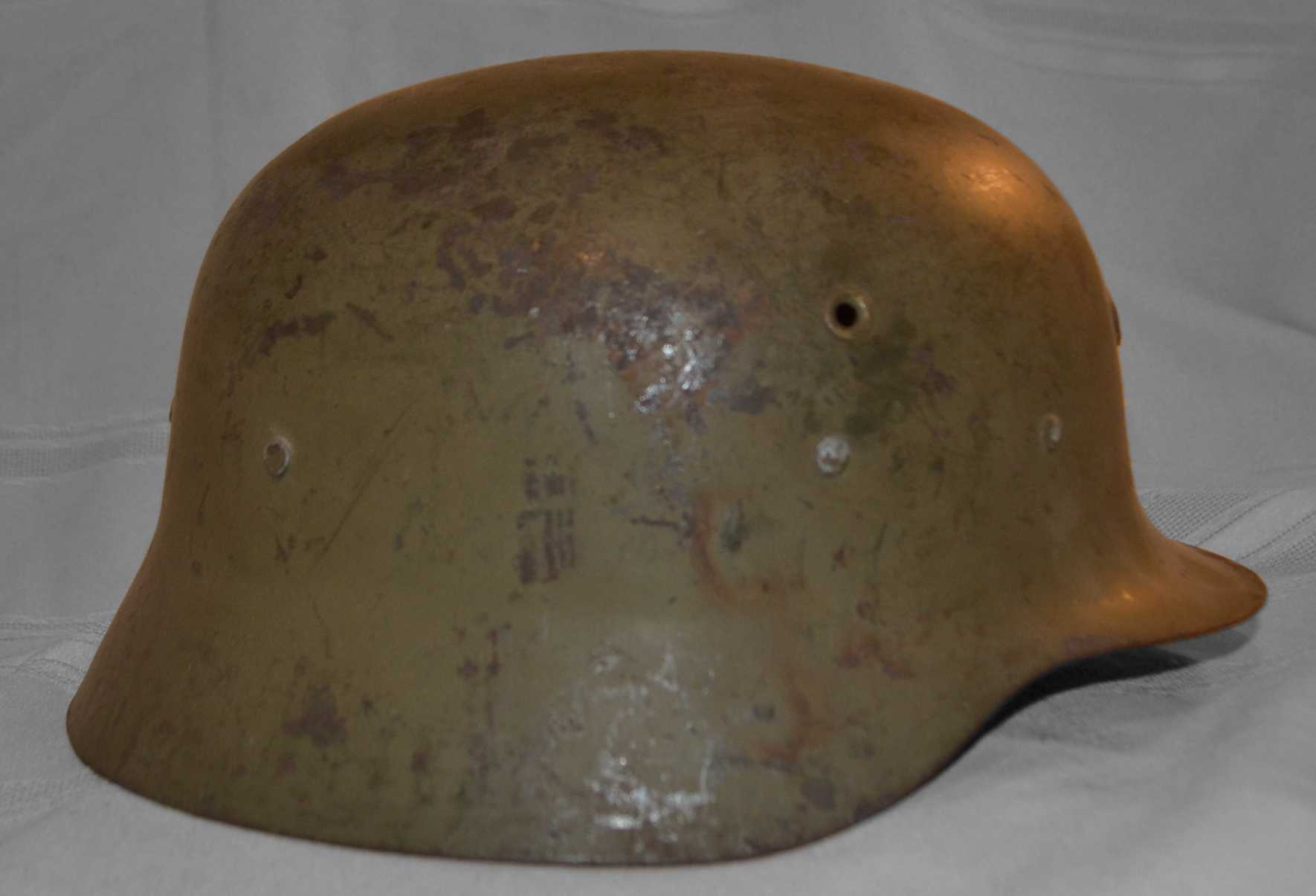
M42 一侧带有多个铆钉，用于连接衬管。

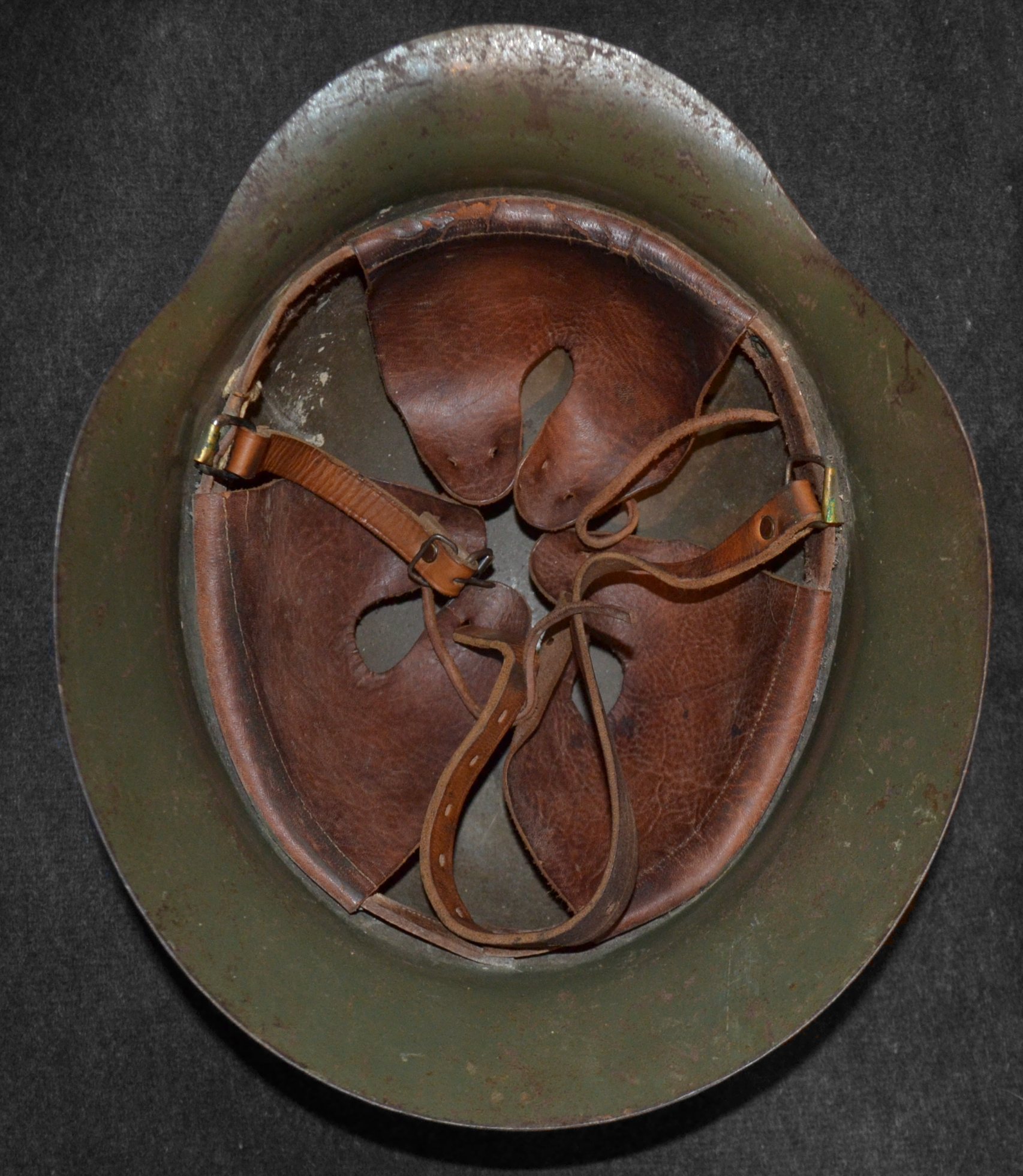
M42 内衬采用简单的全皮革组件。

M1942 头盔（也称“Modelo Z”，简称 M42）是第二次世界大战中至战后西班牙使用的军用钢制战斗头盔，从 1942 年一直使用到 20世纪80年代被西班牙国产M1仿制品取代。 

## 设计
M42以纳粹德国使用的M35（或M40）钢盔为基础，其质量明显比德国款低，且由更薄且质量较低的钢材制成。这样的材质让M42很容易出现凹痕和损坏。 其有与德国 M40 头盔非常相似的带有冲压轮圈的通风孔，以及与 M42 相似的毛边，但没有M42的轻微喇叭口特征。头盔内衬与之前的M26和M21头盔类似，外壳周围的皮革带上附有三个皮革垫。衬里通过七个铆钉连接到外壳，其中包括将两件式下巴带连接到外壳。M42的外壳被漆成纯绿色，其独特之处在于前面有一个支架，使得其可以选择在游行和其他仪式上安装徽章。西班牙国民警卫队也有在使用M42，只是国民警卫队款被漆成灰色而不是绿色，而且其在需要时可以将其自己的特殊徽章放置在前面支架上。在其服役生涯的后期，M42 配备了供陆军使用的简单卡其绿色外壳，后来又采用了带有西班牙特有迷彩图案的双面外壳，称为“Amoeba”。  1979 年，大多数 M42 都进行了现代化改造，配备了新的内衬和下巴带，称为 M42/79，头盔内衬由皮革和帆布组合制成，下巴护带仅为帆布材质。 